# 사일런트 스코프
《사일런트 스코프》는 일본 개발사 코나미가 제작한 아케이드 레일 슈팅 게임 시리즈이다. 1999년 아케이드로 출시된 《사일런트 스코프》로 시작했으며 2014년 《사일런트 스코프: 본이터》까지 총 5개의 본편으로 구성됐다.
아케이드판의 경우 실제 플레이어가 저격총 모양의 컨트롤러로 조작하는 것이 특징이다.

## 게임 목록
- 《사일런트 스코프》 (1999)
- 《사일런트 스코프 2》 (2000)
- 《사일런트 스코프 EX》 (2001)
- 《사일런트 스코프 3》 (2002)
- 《사일런트 스코프: 본이터》 (2014)

## 흥행
| 게임              | 메타크리틱                |
| ----------------- | ------------------------- |
| 사일런트 스코프   | (GBA) 70 (DC) 63 (PS2) 63 |
| 사일런트 스코프 2 | (PS2) 64                  |
| 사일런트 스코프 3 | (PS2) 61                  |

## 참조

### 내용주
1. ↑  영어: Silent Scope, 일본어: サイレントスコープ